# Arturo Michelena

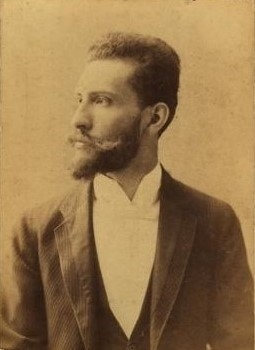
Arturo Michelena

Arturo Michelena (* 16. Juni 1863 in Valencia; † 29. Juli 1898 in Caracas) war ein venezolanischer Maler.

## Leben
Michelena begann unter Leitung seines Vaters schon in seiner Kindheit zu malen. Er reiste nach Paris, wo er an der Académie Julian studierte. Er war der erste venezolanische Maler, der im Ausland Erfolg hatte und, zusammen mit Cristóbal Rojas (1857–1890) und Martín Tovar y Tovar (1827–1902), einer der wichtigsten venezolanischen Malers des 19. Jahrhunderts.
Nach ihm ist das Museo Arturo Michelena in Caracas benannt.

## Auswahl an Gemälden

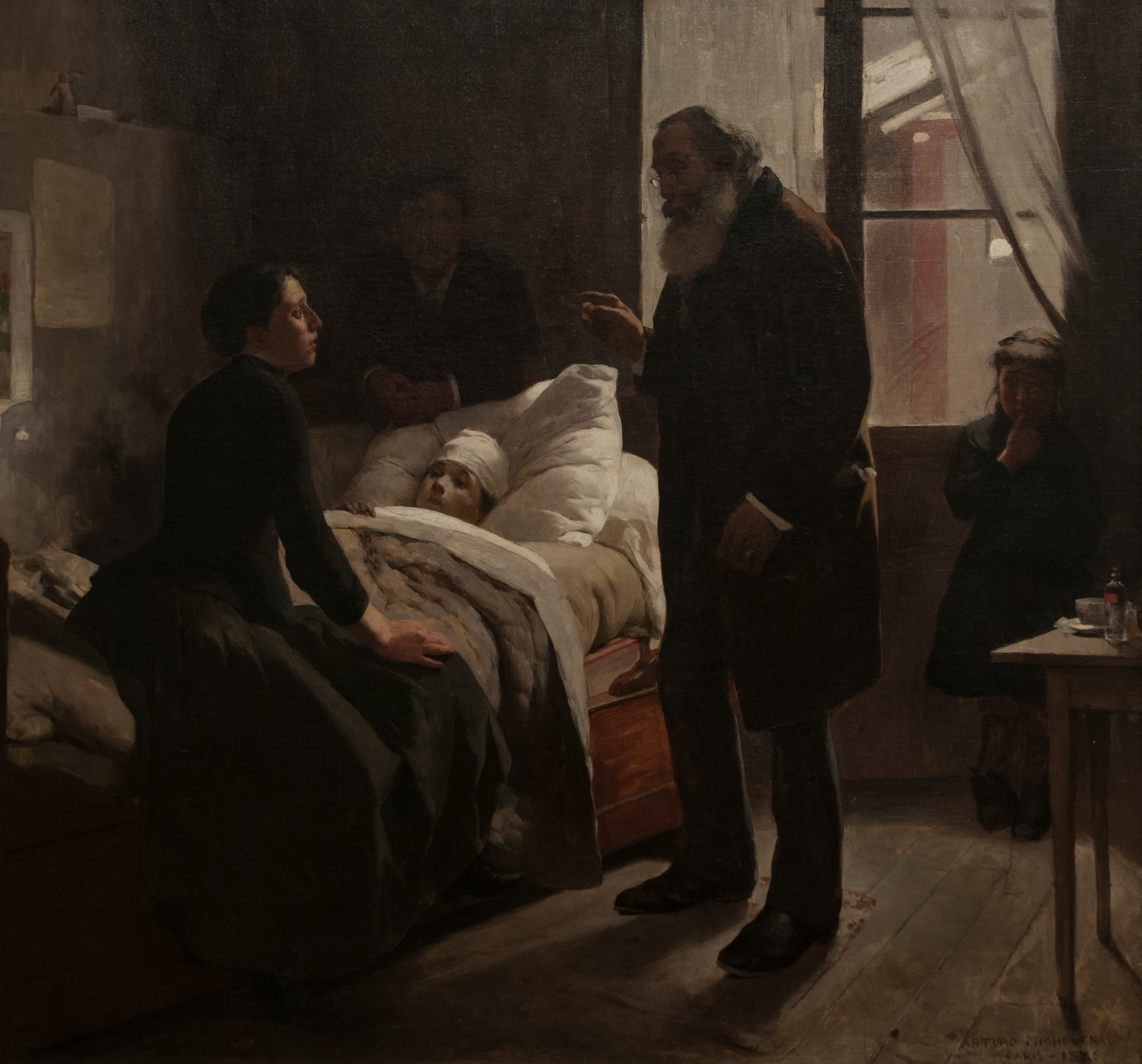
El niño enfermo, 1886
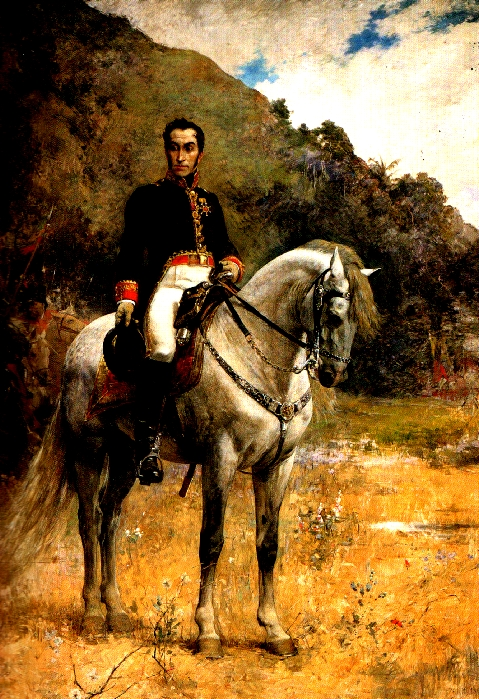
Retrato ecuestre de Bolívar, 1888
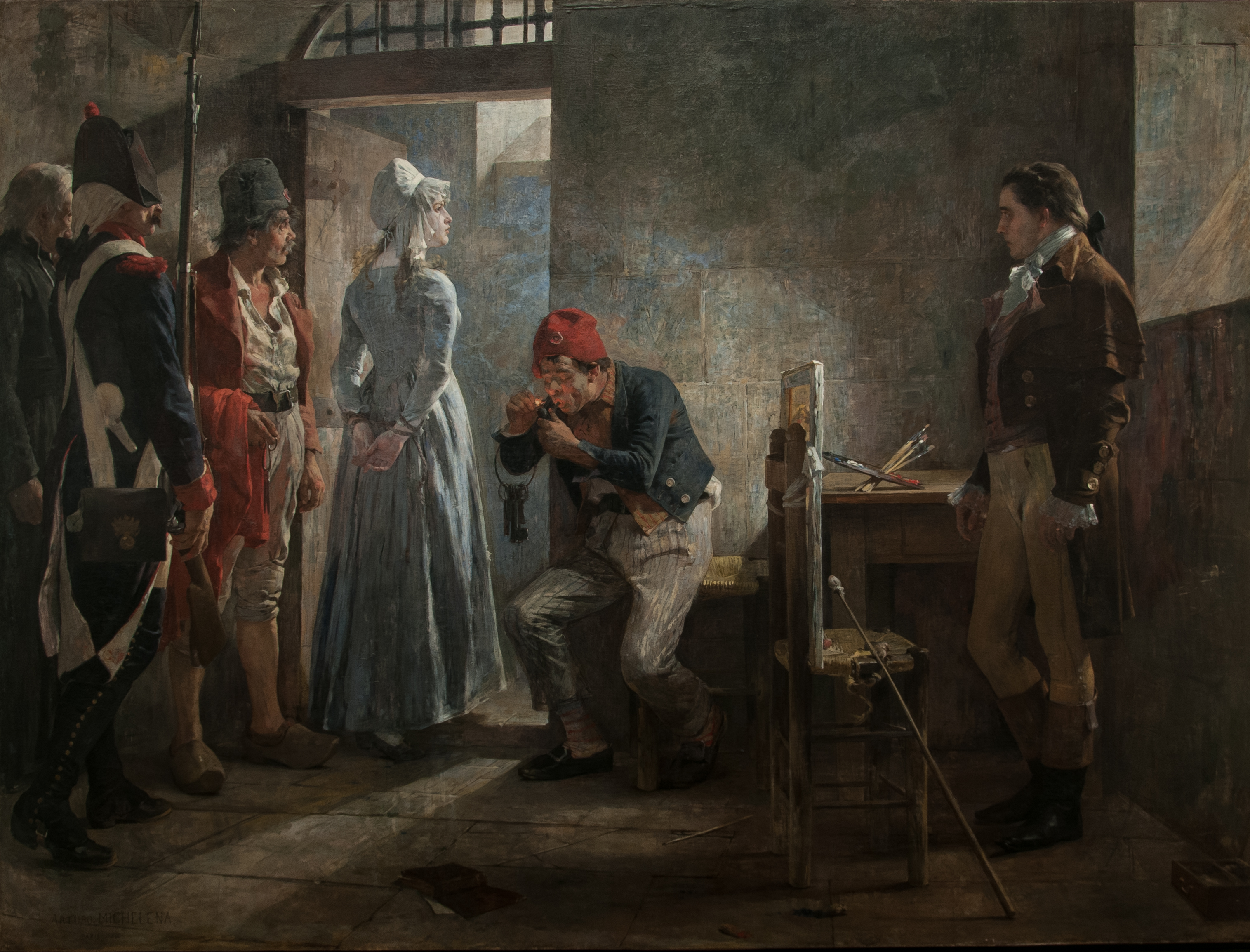
Charlotte Corday, 1889
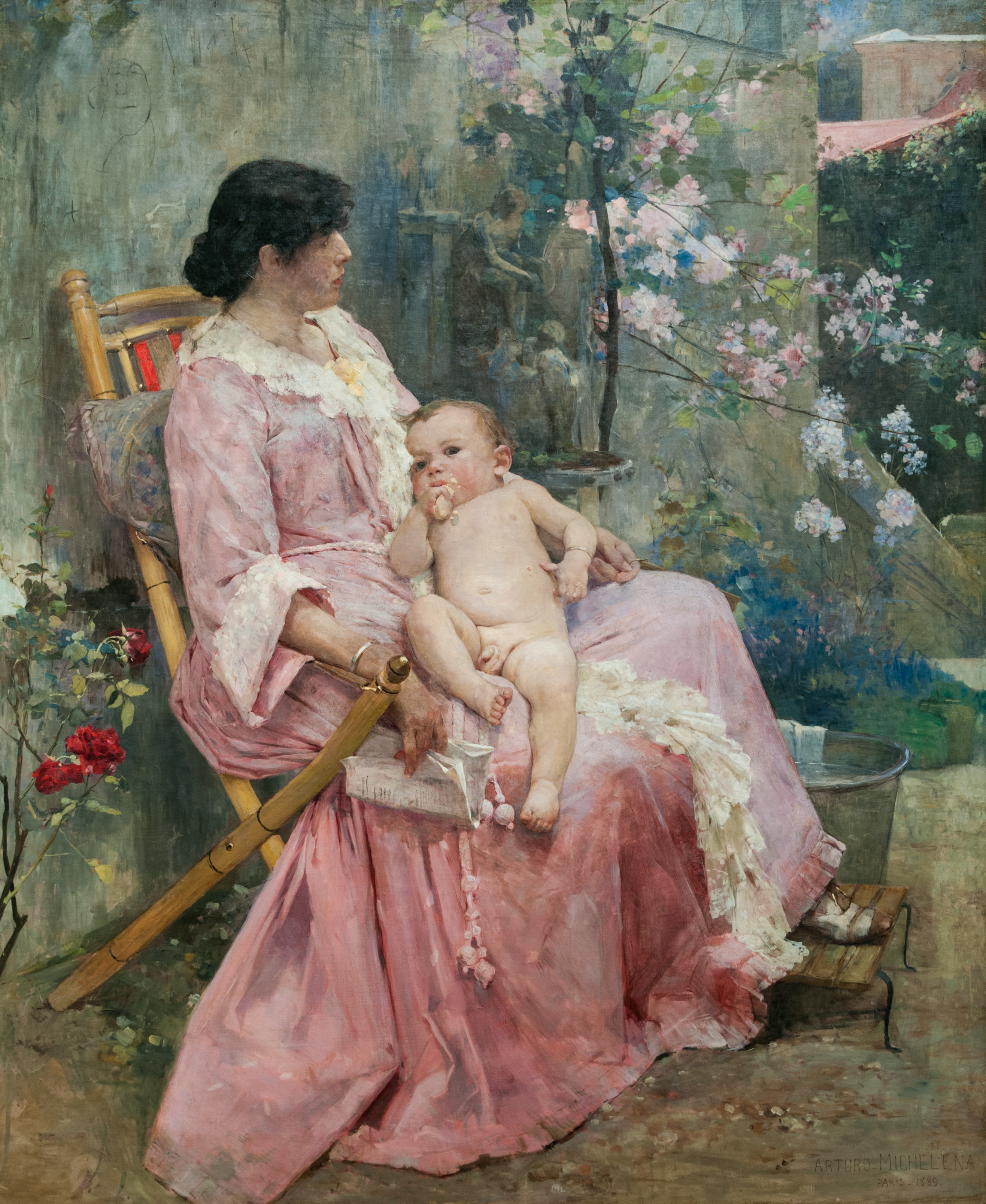
La Joven Madre, 1889
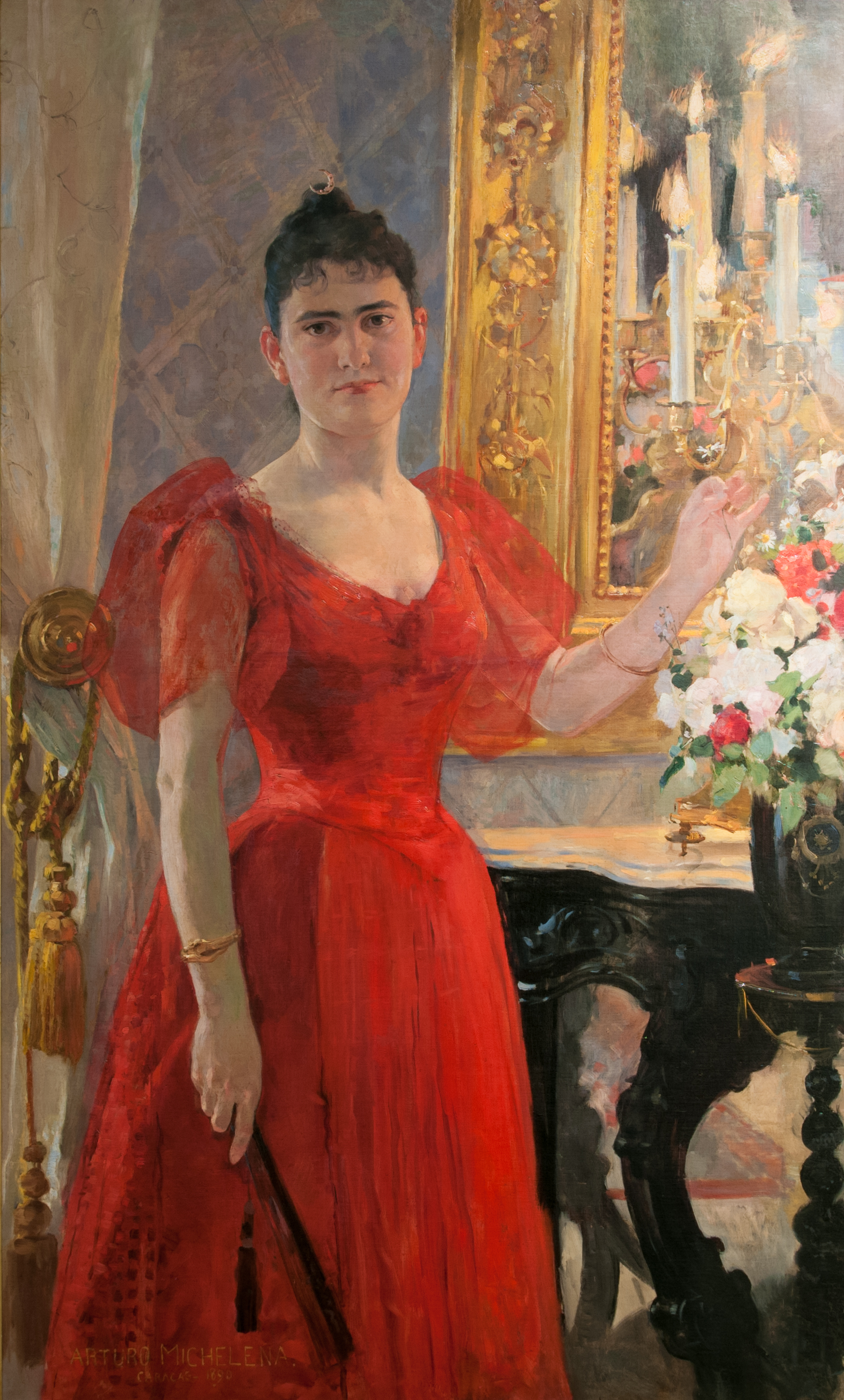
Lastenia Tello de Michelena, 1890
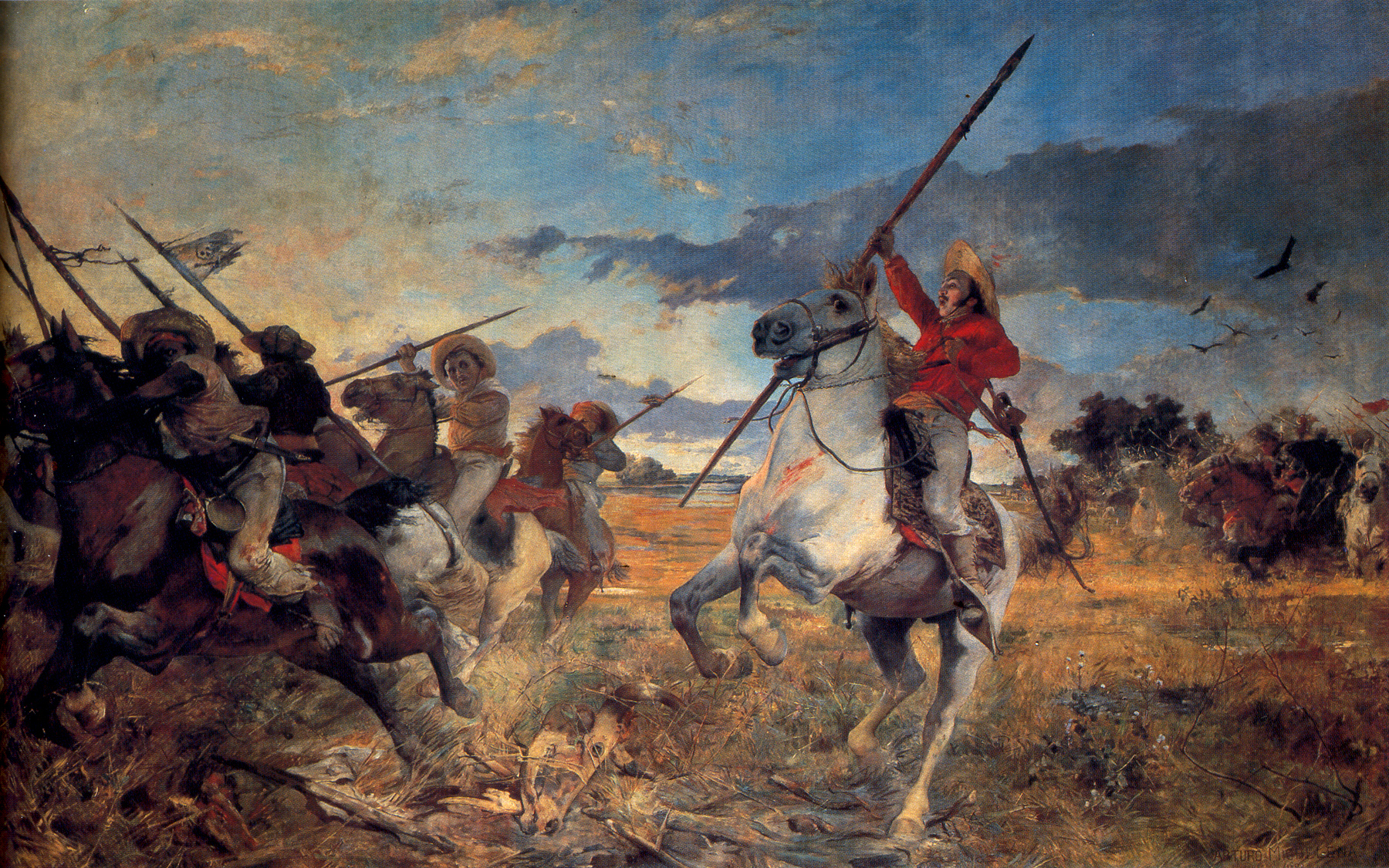
Vuelvan Caras, 1890
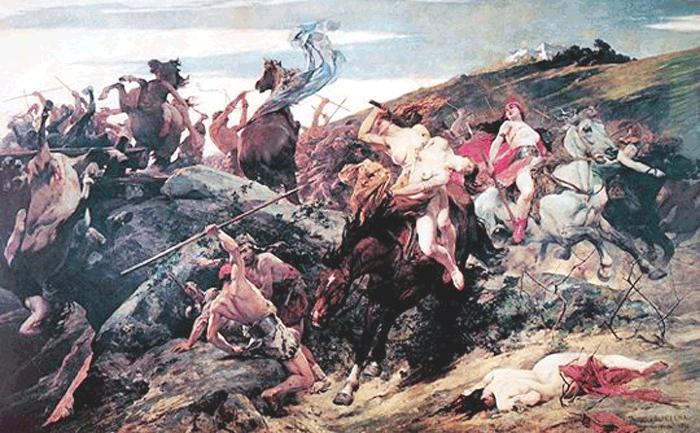
Pentesilea, 1891
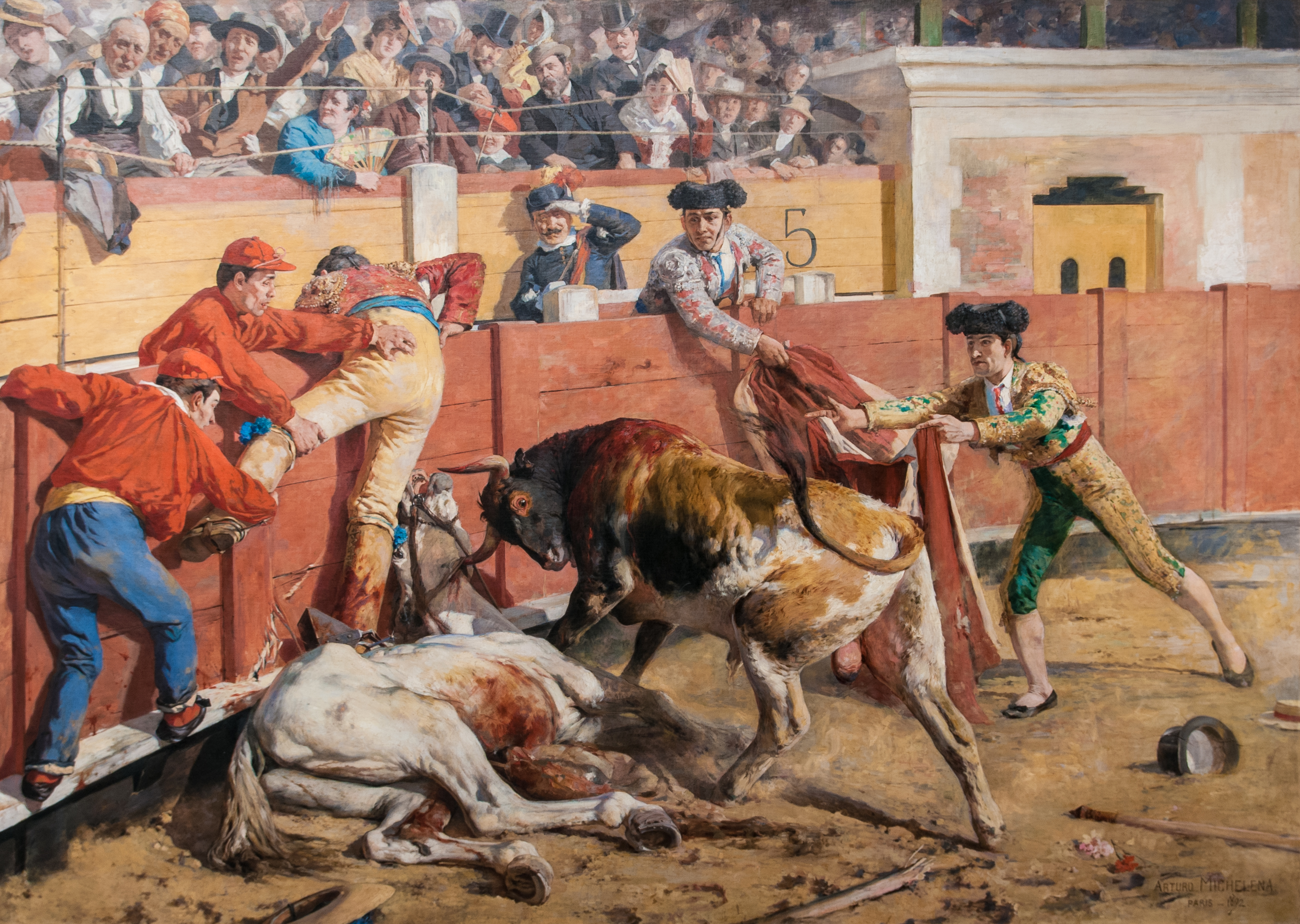
La vara rota, 1892
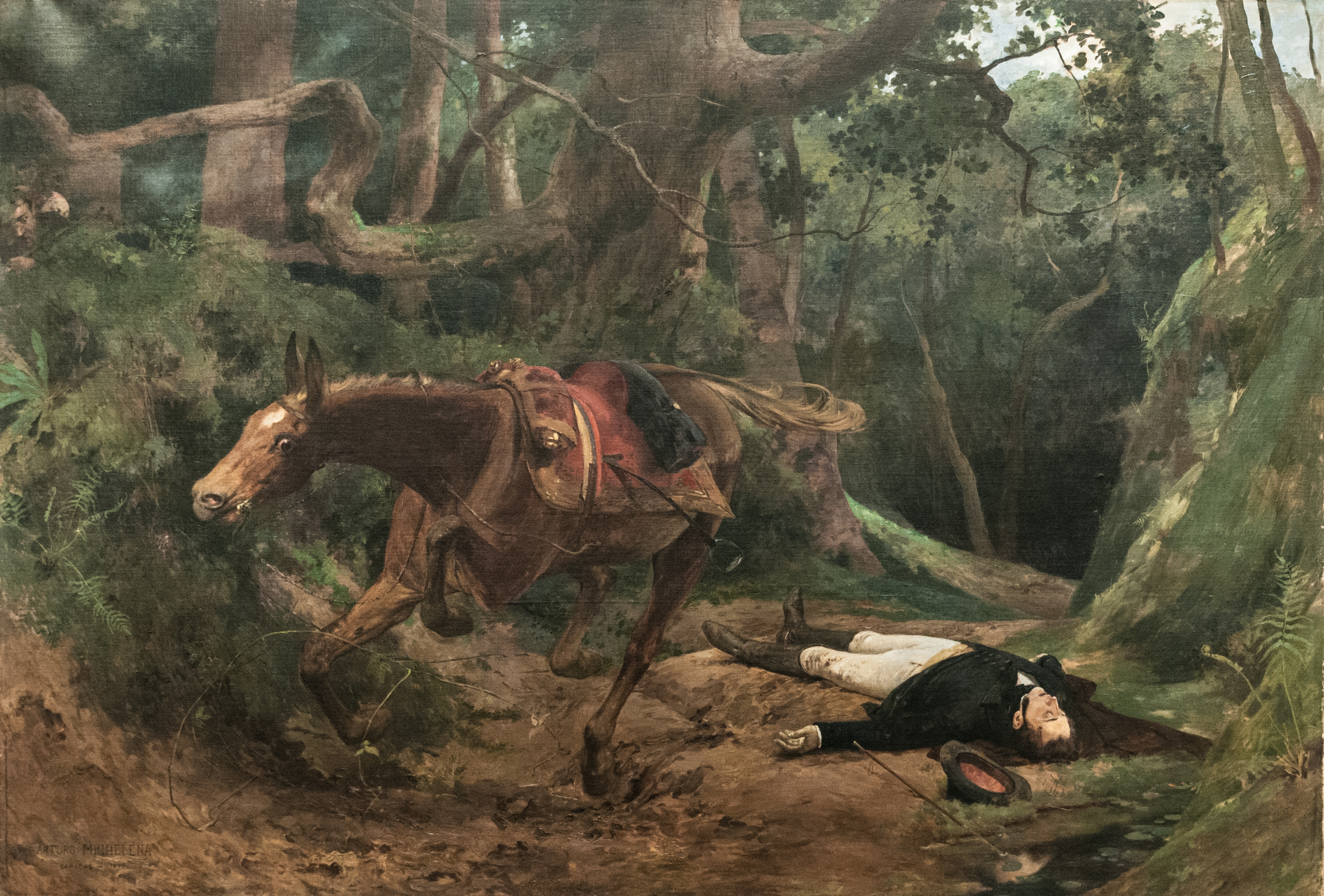
La Muerte de Sucre en Berruecos, 1895
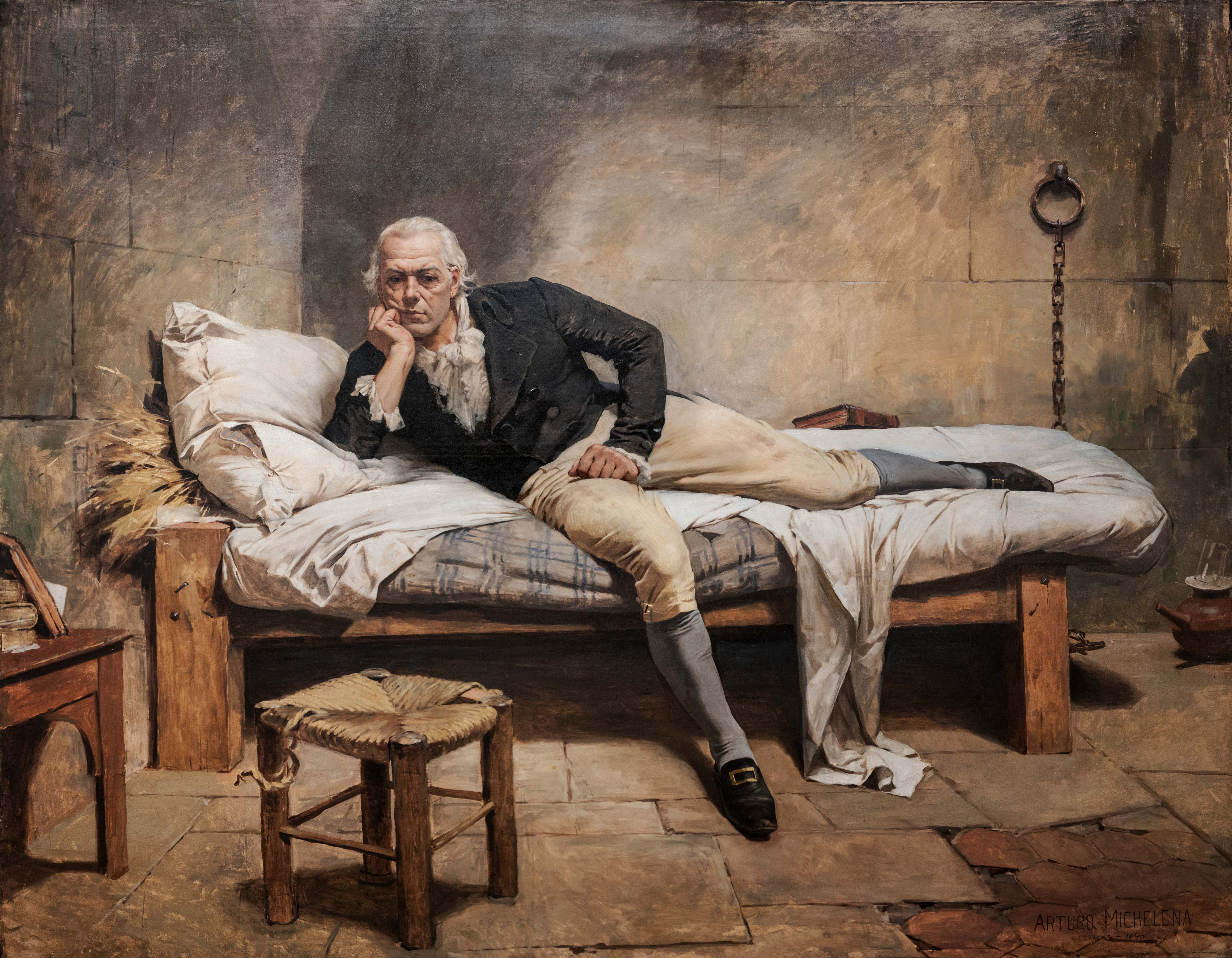
Miranda en La Carraca, 1896
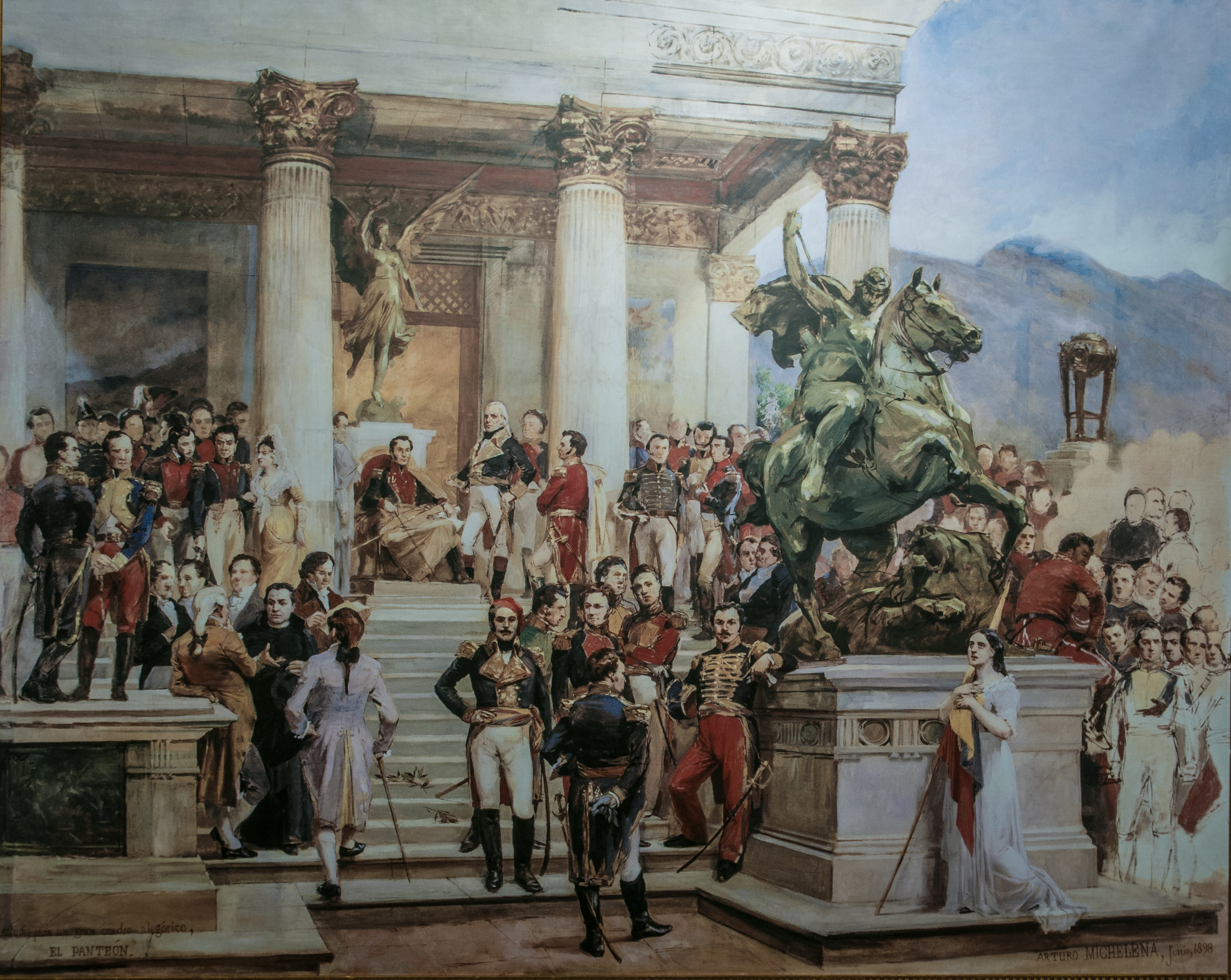
El panteón de los héroes, 1898